# Лоурі-Кроссінг (Техас)
Лоурі-Кроссінг (англ. Lowry Crossing) — місто (англ. city) в США, в окрузі Коллін штату Техас. Населення — 1689 осіб (2020).

## Географія
Лоурі-Кроссінг розташоване за координатами 33°10′9″ пн. ш. 96°32′41″ зх. д. / 33.16917° пн. ш. 96.54472° зх. д. (33.169240, -96.544787).  За даними Бюро перепису населення США в 2010 році місто мало площу 6,66 км², з яких 6,64 км² — суходіл та 0,02 км² — водойми.

## Демографія
Згідно з переписом 2010 року, у місті мешкало 1711 осіб у 601 домогосподарстві у складі 499 родин. Густота населення становила 257 осіб/км².  Було 625 помешкань (94/км²).
Расовий склад населення:
| - 89,1 % — білих - 1,5 % — азіатів - 0,7 % — чорних або афроамериканців - 0,5 % — корінних американців - 5,8 % — осіб інших рас |

До двох чи більше рас належало 2,5 %. Частка іспаномовних становила 14,8 % від усіх жителів.
За віковим діапазоном населення розподілялося таким чином: 25,7 % — особи молодші 18 років, 65,0 % — особи у віці 18—64 років, 9,3 % — особи у віці 65 років та старші. Медіана віку мешканця становила 41,2 року. На 100 осіб жіночої статі у місті припадало 101,5 чоловіків;  на 100 жінок у віці від 18 років та старших — 99,2 чоловіків також старших 18 років.
Середній дохід на одне домашнє господарство  становив 104 177 доларів США (медіана — 92 115), а середній дохід на одну сім'ю — 113 631 долар (медіана — 96 029). Медіана доходів становила 60 777 доларів для чоловіків та 48 365 доларів для жінок. За межею бідності перебувало 5,7 % осіб, у тому числі 6,2 % дітей у віці до 18 років та 7,8 % осіб у віці 65 років та старших.
Цивільне працевлаштоване населення становило 1002 особи. Основні галузі зайнятості: освіта, охорона здоров'я та соціальна допомога — 20,3 %, роздрібна торгівля — 13,9 %, виробництво — 13,5 %.